# Luís Portela

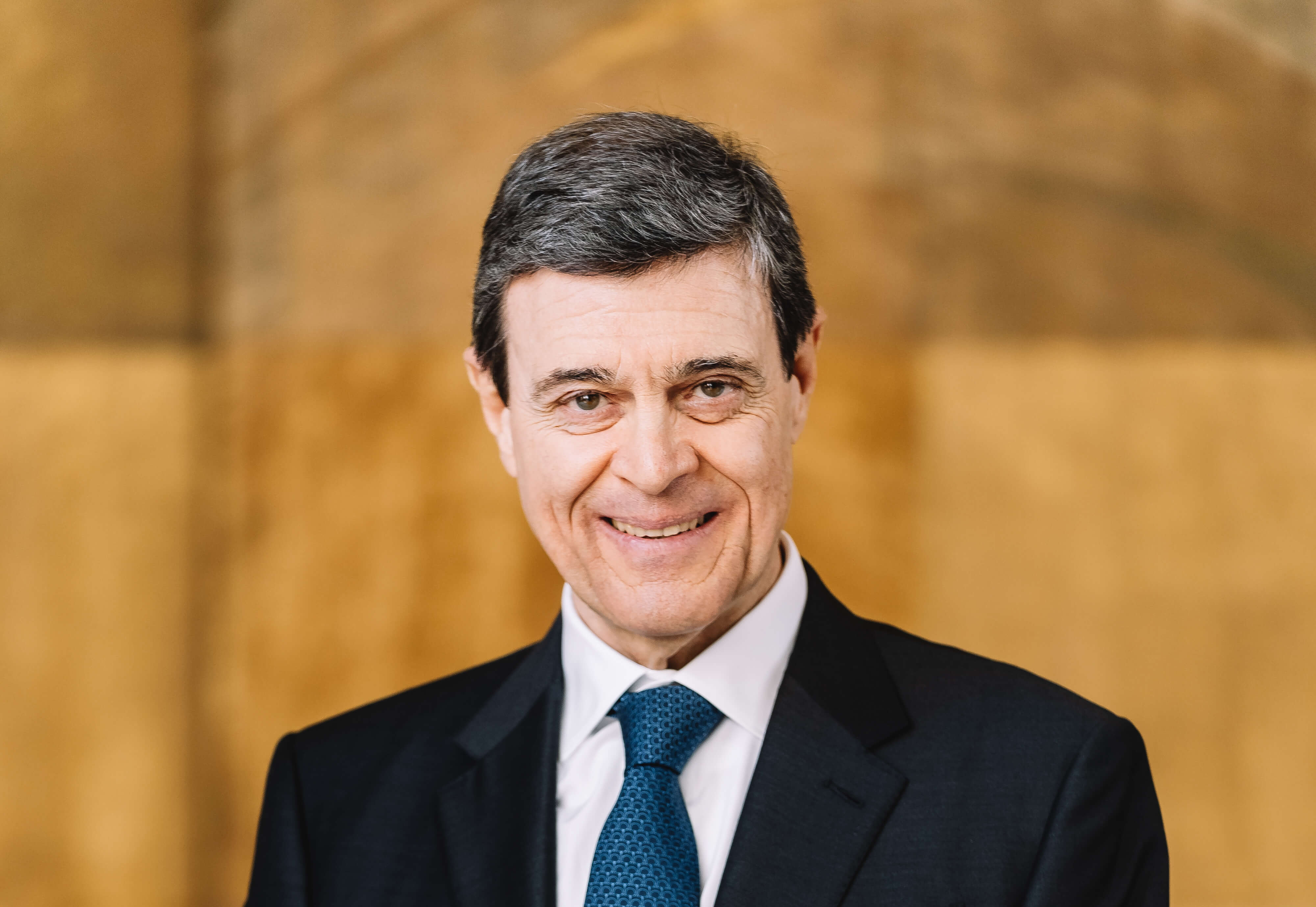

Luís António Silva Duarte Portela ComM • GCM • GCIP (Maia, Águas Santas, 28 de Julho de 1951) é um antigo médico, professor universitário e empresário português.

## Biografia
É licenciado em Medicina pela Faculdade de Medicina da Universidade do Porto, tendo feito algumas ações de formação em Gestão.
Exerceu atividade clínica no Hospital Universitário de São João durante três anos e foi docente da Universidade do Porto durante seis anos, onde lecionou a cadeira de Psicofisiologia.
Desligou-se da carreira médica e universitária para se dedicar à gestão da empresa de sua família - Bial. Iniciou a atividade empresarial com vinte e um anos e aos vinte e sete assumiu a presidência executiva da empresa (1979-2011), tendo depois passado a presidente não executivo (2011-2021). Foi também presidente do Health Cluster Portugal (2008-2017) e do Conselho Geral da Universidade do Porto (2009-2013), vice-presidente da Fundação de Serralves (2001-2008) e membro da Direção da COTEC Portugal (2006-2012). Em 2021 retirou-se da vida profissional, para se dedicar à Fundação Bial, a que preside, à leitura, à escrita e à família.
Sob a sua presidência, Bial tornou-se a primeira empresa farmacêutica internacional de inovação de origem portuguesa, operando atualmente em cerca de 60 países. No Grupo Bial criou e desenvolveu um Centro de Investigação, especializado na investigação de fármacos inovadores. Nesse centro foram criados os dois primeiros medicamentos de investigação portuguesa a serem comercializados no mercado global: a partir de 2009 um antiepilético e de 2016 um medicamento para a Doença de Parkinson.
Em 1994 criou, conjuntamente com Bial e o Conselho de Reitores das Universidades Portuguesas, a Fundação Bial, tendo como objetivo incentivar a investigação centrada sobre o ser humano, tanto sob o ponto de vista físico como espiritual. A Fundação teve desde então cerca de 1.900 bolseiros em investigação científica em Neurociências, de 31 países. Também atribui três prémios - o Prémio Bial de Medicina Clínica, o Bial Award in Biomedicine e o Prémio Maria de Sousa, este último em parceria com a Ordem dos Médicos.
O seu prazer pela leitura e pela reflexão levou-o à escrita, tendo-o feito com caráter permanente em alguns órgãos de comunicação social.
Publicou dez livros, dos quais se mantêm nas livrarias Serenamente, O Prazer de Ser, os best-sellers Ser Espiritual, em 34ª edição, e Da Ciência ao Amor, em 15ª edição, e o mais recente The Science of Spirit - Parapsychology, Enlightenment and Evolution, publicado nos E.U.A. pela Toplight/McFarland.
A 10 de junho de 1992 foi condecorado pelo Presidente da República como Comendador da Ordem do Mérito e a 28 de janeiro de 2002 com a Grã-Cruz da Ordem do Mérito. A 3 de março de 2020 foi agraciado com a Grã-Cruz da Ordem da Instrução Pública.
Foi distinguido com quatro doutoramentos Honoris Causa pela Universidade de Cádis, Universidade do Porto, Universidade de Coimbra, e Universidade de Lisboa.
Em 1998 foi distinguido com o Prémio de Neurociências da Louisiana State University, nos E.U.A. Em 2007 com a Medalha Municipal de Mérito - Grau Ouro - pela Câmara Municipal do Porto, em 2014 com a Medalha de Honra - Grau Ouro - pela Trofa, e ainda, desta última, em 2021, com a primeira chave da cidade, em 2023 com a Medalha de Honra por Vila Nova de Gaia. Em 2008 foi distinguido como “Empresário do Ano” pelo Rotary International. Em 2009 foi eleito Académico Correspondente pela Academia Portuguesa de Medicina e em 2010 Membro Honorário da Parapsychological Association of the American Association for the Advancement of Science. Em 2016 foi distinguido com a Medalha de Ouro de Serviços Distintos do Ministério da Saúde. Em 2017 com o Prémio Carreira pela ANJE - Associação Nacional de Jovens Empresários. Em 2019 com a Medalha de Mérito da Ordem dos Médicos. Em 2021 com a Medalha de Mérito Científico do Ministério da Ciência de Portugal e com a Medalha de Mérito em Gestão dos Serviços de Saúde da Ordem dos Médicos. Em 2023 com o Prémio Excelência na Liderança pela revista Exame. Em 2024 com o Prémio Universidade de Lisboa.